# Liste der Fahnenträger der botswanischen Mannschaften bei Olympischen Spielen
Die Liste der Fahnenträger der botswanischen Mannschaften bei Olympischen Spielen listet chronologisch alle Fahnenträger botswanischen Mannschaften bei den Eröffnungs- (EF) und Abschlussfeiern (AF) Olympischer Spiele auf.

## Liste der Fahnenträger
| Mannschaft             | Veranstaltung | Fahnenträger (EF)      | Fahnenträger (AF)  |
| ---------------------- | ------------- | ---------------------- | ------------------ |
| 1980 in Moskau         | Sommerspiele  |                        |                    |
| 1984 in Los Angeles    | Sommerspiele  | (O) Norman Mangoye     |                    |
| 1988 in Seoul          | Sommerspiele  | Shakes Kubuitsile      |                    |
| 1992 in Barcelona      | Sommerspiele  |                        |                    |
| 1996 in Atlanta        | Sommerspiele  | Justice Dipeba         |                    |
| 2000 in Sydney         | Sommerspiele  | Gilbert Khunwane       |                    |
| 2004 in Athen          | Sommerspiele  | Khumiso Ikgopoleng     | Amantle Niontsho   |
| 2008 in Peking         | Sommerspiele  | Samantha Paxinos       | Khumiso Ikgopoleng |
| 2012 in London         | Sommerspiele  | Amantle Montsho        | Oteng Oteng        |
| 2016 in Rio de Janeiro | Sommerspiele  | Nijel Amos             | Isaac Makwala      |
| 2020 in Tokio          | Sommerspiele  | Amantle Montsho        | Anthony Pasela     |
| 2020 in Tokio          | Sommerspiele  | Rajab Otukile Mahommed | Anthony Pasela     |
| 2024 in Paris          | Sommerspiele  | Maxine Egner           | Oratile Nowe       |
| 2024 in Paris          | Sommerspiele  | Letsile Tebogo         | Letsile Tebogo     |

Anmerkung: (EF) = Eröffnungsfeier, (AF) = Abschlussfeier, (O) = Offizieller

### Jugend-Sommerspiele
| Mannschaft           | Veranstaltung       | Fahnenträger (EF) |
| -------------------- | ------------------- | ----------------- |
| 2010 in Singapur     | Jugend-Sommerspiele | Mmilili Dube      |
| 2014 in Nanjing      | Jugend-Sommerspiele | Tessa Kabelo      |
| 2018 in Buenos Aires | Jugend-Sommerspiele | Ruvarashe Gondo   |

## Statistik
| Rang    | Sportart       | EF | AF | ∑  |
| ------- | -------------- | -- | -- | -- |
| 1       | Leichtathletik | 5  | 5  | 10 |
| 2       | Boxen          | 4  | 2  | 6  |
| 3       | Schwimmen      | 2  | 0  | 2  |
| 4       | Offizieller    | 1  | 0  | 1  |
| Gesamt: | Gesamt:        | 12 | 7  | 19 |

| Rang                   | Sportart | EF | AF | ∑ |
| ---------------------- | -------- | -- | -- | - |
| bisher keine Teilnahme |          |    |    |   |
| Gesamt:                | Gesamt:  | 0  | 0  | 0 |

| Rang    | Sportart       | EF | AF | ∑  |
| ------- | -------------- | -- | -- | -- |
| 1       | Leichtathletik | 5  | 5  | 10 |
| 2       | Boxen          | 4  | 2  | 6  |
| 3       | Schwimmen      | 2  | 0  | 2  |
| 4       | Offizieller    | 1  | 0  | 1  |
| Gesamt: | Gesamt:        | 12 | 7  | 19 |